# Raión de Kapan
El raión de Kapan es uno de los cuatro raiones que forman la provincia armenia de Syunik. Se encuentra en el centro-sur de la provincia, con una población a fecha de 12 de octubre de 2011 de 58 556 habitantes.
Está formado por las siguientes localidades:
- Achanan 164
- Agarak 177
- Aghvani 98
- Ajabaj 28
- Antarashat 163
- Arajadzor 184
- Artsvanik 625
- Bargushat 98
- Chakaten 131
- Chapni 112
- David Bek 796
- Ditsmayri 165
- Dzorastan 65
- Geghanush 253
- Geghi 172
- Getishen 87
- Gomaran 71
- Kaghnut 105
- Kajaran 7163
- Kapan 43 190
- Kavchut 88
- Khdrants 48
- Khordzor 18
- Lernadzor 866
- Musallam 57
- Nerkin Hand 97
- Nerkin Khotanan 65
- Norashenik 128
- Nor Astghaberd 57
- Okhtar 93
- Sevakar 104
- Shikahogh 229
- Shishkert 264
- Shrvenants 76
- Srashen 90
- Syunik 791
- Sznak 194
- Tandzaver 211
- Tavrus 92
- Tsav 74
- Uzhanis 59
- Vanek 61
- Vardavank 100
- Verin Khotanan 203
- Yegheg 121
- Yeghvard 273[1]